# لوتئون (ایزوفلاون)
لوتئون (ایزوفلاون) (به انگلیسی: Luteone (isoflavone)) با فرمول شیمیایی C20H18O6 یک ترکیب شیمیایی با شناسه پاب‌کم 61635 است. که جرم مولی آن ۳۵۴٫۳۵ گرم بر مول می‌باشد. 